# Орикаса, Ай
Ай Орикаса (яп. 折笠愛 Орикаса Ай, 12 декабря, 1963, префектура Токио) — японская сэйю.

## Позиции в Гран-при журнала Animage
- 1996 год — 8-е место в Гран-при журнала Animage в списке лучших сэйю[1];
- 1997 год — 19-е место в Гран-при журнала Animage в списке лучших сэйю[2]

## Роли в аниме
- 1988 год — Shoukoushi Cedie (Сэди);
- 1989 год — Мобильный воин ГАНДАМ 0080: Карманная война (Митико Идзуруха (мать Альфреда));
- 1989 год — Tenkuu Senki Shurato (Мацури);
- 1989 год — Aoi Blink (Джулия);
- 1989 год — Jungle Book: Shounen Mowgli (Лала (внучка Акелы));
- 1990 год — Коты-Самураи (Пурурун);
- 1990 год — Eiji (Кусанаги);
- 1991 год — Капризы Апельсиновой улицы OVA-7 (Мити);
- 1991 год — Mobile Suit Gundam F91 (Дороти Мур);
- 1991 год — Ippon Bocho Mantarou (Адзими);
- 1991 год — 3x3 глаза (Лин-Лин Ли);
- 1991 год — Принцесса-волшебница Минки Момо (ТВ-2) (Леонардо);
- 1991 год — Sangokushi (Император Сянь (ребёнок) / Дяо Чань);
- 1992 год — Фея цветов Мэри Белл (ТВ) (Кен);
- 1992 год — Вавилон Второй OVA (Юка);
- 1992 год — Houkago no Tinker Bell (Ханамура-бутё);
- 1992 год — Фея цветов Мэри Белл - Фильм (Кен);
- 1992 год — Hello Harinezumi: Satsui no Ryobun (Ётавара Ранко);
- 1992 год — Тэнти - лишний! Рё-о-ки (Рёко);
- 1992 год — Yuu Yuu Hakusho TV (Сидзуру Кувабара / Кото);
- 1992 год — Jankenman (Дзянкэнман);
- 1992 год — Kuro no Shishi (Хаябуса);
- 1992 год — Kyou Kara Ore Wa!! (Кёко Хаякава);
- 1992 год — Eien no Filena (Сара);
- 1992 год — Tetsujin 28-go FX (Ёко)
- 1993 год — Мобильный воин ГАНДАМ Виктория (Фуала Гриффон / Нэсс Хашер);
- 1993 год — Роза пустыни: Снежный Апокалипсис (Хельга);
- 1993 год — Тэнти - лишний! Ночь перед Карнавалом (Рёко);
- 1994 год — Кризис Нацуки (Нацуки Кисуми);
- 1994 год — Haou Taikei Ryuu Knight (Хагу Хагу);
- 1994 год — Yamato Takeru (Кусинага);
- 1994 год — Haou Daikei Ryu Knight OVA (Хюнт);
- 1994 год — Тэнти - лишний! Рё-о-ки 2 (Рёко);
- 1994 год — Aokushimitama Blue Seed (Рёко Такэути (заместитель));
- 1994 год — Женская эскадрилья чистого неба (Ариса Митака);
- 1994 год — Wild 7 (Синобэ);
- 1995 год — Romeo no Aoi Sora (Ромео);
- 1995 год — Тэнти - лишний! (ТВ-1) (Рёко);
- 1995 год — Juusenshi Gulkeeva (Рюто);
- 1995 год — Мобильный ГАНДАМ Дубль-вэ (ТВ) (Кватра);
- 1995 год — Миюки в Стране Чудес (Чеширский Кот);
- 1995 год — Bishoujo Yuugekitai Battle Skipper (Саяка Китаодзи);
- 1995 год — Ginga Ojou-sama Densetsu Yuna: Kanashimi no Siren (Фрейлина Ди);
- 1995 год — Mojakou (Сорао);
- 1995 год — Haou Daikei Ryuu Knight: Adeu Legend II (Хюнт);
- 1996 год — Детектив Конан (ТВ) (Мицухико Цубурая (эп. 427-439));
- 1996 год — Fire Emblem (Марс в детстве);
- 1996 год — B'tX (Мися);
- 1996 год — Тэнти - лишний! (фильм первый) (Рёко);
- 1996 год — Haou Daikei Ryuu Knight: Adeu Legend Final (Хюнт);
- 1996 год — Maze Bakunetsu Jikuu OVA (Солуд);
- 1996 год — Hurricane Polymar (Нина);
- 1996 год — Choujin Gakuen Gowcaizer: The Voltage Fighters (Омни Экзист);
- 1996 год — Воины-марионетки Джей (Байко);
- 1996 год — Девичья Сила OVA-6 (Файзер);
- 1996 год — Variable Geo (Дзюн Кубота);
- 1996 год — Медицинские карты Черного Джека (фильм первый) (Эллен Шиллер);
- 1997 год — Мобильный ГАНДАМ Дубль-вэ: Бесконечный Вальс OVA (Кватра);
- 1997 год — Тэнти - лишний! (ТВ-2) (Рёко);
- 1997 год — Юная революционерка Утэна (ТВ) (Канаэ Отори);
- 1997 год — Maze Bakunetsu Jikuu TV (Солуд);
- 1997 год — Тэнти - лишний! (фильм второй) (Рёко);
- 1997 год — B't X Neo (Мися);
- 1997 год — Вирус (Донна);
- 1997 год — Battle Athletes Daiundoukai TV (Юмико Карасима);
- 1997 год — Фотон: Приключения идиота (Сестра Аун);
- 1997 год — Снова воины-марионетки Джей (Байко);
- 1997 год — Sakura Taisen OVA (Аянэ Фудзиэда);
- 1998 год — Мобильный ГАНДАМ Дубль-вэ: Бесконечный Вальс - Фильм (Кватра);
- 1998 год — Розовые сестры (Сакура Мураками);
- 1998 год — Высшая школа Св. Люминеса (Уми Тадэку);
- 1998 год — Воины-марионетки от Джей до Икс (Байко);
- 1999 год — Тэнти - лишний! (фильм третий) (Рёко);
- 1999 год — Гравитация OVA (Тома Сэгути);
- 1999 год — Стальной ангел Куруми (ТВ-1) (доктор Рэйко Амаги);
- 1999 год — Seraphim Call (Мурасамэ Мидори (эп. 5-6));
- 1999 год — Эксель-сага (Пудинг);
- 1999 год — Sakura Taisen 2 (Аянэ Фудзиэда);
- 1999 год — Уличный боец Альфа OVA-1 (Роз);
- 2000 год — Gensou Maden Saiyuki TV (Линь Чжэй);
- 2000 год — Sakura Taisen TV (Аянэ Фудзиэда);
- 2000 год — Убежище ангела (Алексиэль);
- 2000 год — Стальной ангел Куруми OVA-1 (Доктор Рэйко Амаги);
- 2000 год — Кирара (мать Компэя);
- 2000 год — Вандред (ТВ) (Мэя-но-Ома (эп. 6));
- 2000 год — Гравитация (ТВ) (Тома Сэгути);
- 2000 год — Инуяся (ТВ-1) (Дзякоцу);
- 2001 год — Бейблэйд (ТВ-1) (Макс);
- 2001 год — Анжелика OVA-2 (Сара);
- 2001 год — Inochi No Chikyuu: Dioxin No Natsu (Энрико);
- 2001 год — Агент Наджика (Эй);
- 2001 год — Кайдомару (Ибараги);
- 2001 год — Сакура: Война миров - Фильм (Каэдэ Фудзиэда);
- 2002 год — Бейблэйд (ТВ-2) (Макс Мидзухара);
- 2002 год — Призрачное пламя (ТВ) (Юико Такэда);
- 2002 год — Тэнти - лишний! (ТВ-3) (Рёко);
- 2002 год — Детектив Конан (фильм 06) (Хироки Савада);
- 2002 год — Детское подразделение (ТВ) (Тимоти Констанс);
- 2002 год — Sakura Taisen Sumire Kanzaki Intai Kinen: Su Mi Re (Каэдэ Фудзиэда);
- 2003 год — Хищные куклы (Тиэко (эп. 1));
- 2003 год — Защитники сердец OVA-1 (Тосаки);
- 2003 год — Tako ni Natta Okaa-san (мать);
- 2003 год — Странники (Фи Кармайкл);
- 2003 год — Лес русалок (ТВ) (Исаго);
- 2003 год — Kidou Shinsengumi Moeyo Ken OVA (Юко Кондо);
- 2004 год — Фантом OVA (Лиззи Гарланд);
- 2004 год — Ветряные истории (Кайто (эп. 6));
- 2004 год — Любовь близнецов (Мияби Хинагику);
- 2005 год — Дораэмон-2005 (Мичико Минамото );
- 2005 год — Super Robot Taisen: Original Generation - The Animation (Май Кобаяси);
- 2005 год — Kidou Shinsengumi Moeyo Ken TV (Юко Кондо);
- 2005 год — Моя девушка - совершенное оружие OVA (Мидзуки);
- 2006 год — Детектив Конан (фильм 10) (Мицухико Цубурая);
- 2006 год — Демонбэйн (ТВ) (Ная);
- 2006 год — Silk Road Shounen Yuuto (Юто);
- 2006 год — Super Robot Taisen: OG Divine Wars (Сиро);
- 2007 год — Клеймор (Галатея);
- 2007 год — Обещание этому синему небу (Наоко Асакура);
- 2007 год — Достичь Терры (ТВ) (Компьютер Мать);
- 2007 год — Сказания Симфонии OVA-1 (Джиниэс Сейдж);
- 2007 год — Синяя капля: Драма ангелов (Адзанаэль);
- 2007 год — Ryuusei no Rockman Tribe (Орихимэ);
- 2008 год — Хеталия и страны Оси (Силенд);
- 2009 год — Сказания Симфонии OVA-2 (Джиниэс Сейдж);
- 2010 год — Несравненная принцесса любви (ТВ3) (Касин (Хэ Цзинь));
- 2010 год — Hetalia: World Series (Силенд)
- 2013 год — Ван пис (Кодзуки Момоносукэ)